# Fernando Zimmerman
Fernando Zimmerman (nacido el 31 de mayo de 1992) es un futbolista internacional de Curazao y se desempeña en el terreno de juego como defensa; su actual equipo es el CRKSV Jong Holland de la primera división del Fútbol de las Antillas Neerlandesas.

## Trayectoria
- CRKSV Jong Holland  2010-presente